# Постников, Сергей Петрович
Серге́й Петро́вич По́стников (1826, Москва, Российская империя — 28 марта [9 апреля] 1880, Рим, Королевство Италия) — русский живописец, представитель московского и петербургского академизма пореформенной эпохи, значительную часть жизни работавший в Италии, мастер исторической картины, портретист и жанрист; двоюродный брат и друг Михаила Боткина, вместе с ним — один из последних знакомых Александра Ива́нова. Академик Императорской Академии художеств (с 1863).

## Биография
Родился в Москве, в купеческой семье. Источники называют годом рождения 1825, 1826, 1827 и даже 1838 («Русский биографический словарь» Половцова) годы.
Художественное образование получал в Московском училище живописи, ваяния и зодчества. Затем ещё три года (1855—1858) занимался в Императорской Академии художеств, откуда был выпущен в 1859 году неклассным художником по исторической и портретной живописи.
За свой счёт уехал в Рим и работал там в течение пяти лет. В 1863 году, за картины «Прощание Гектора с Андромахой» (находилась в Третьяковской галерее, с 1963 года в Челябинском музее изобразительных искусств) и «Вакханка с тамбурином» (утеряна; этюды находятся в Третьяковской галерее) и с формулировкой «в уважение искусства и отличных познаний в художествах», С. П. Постников получил звание академика исторической живописи.
Был участником ряда выставок Академии художеств (в 1863, 1867, 1870, 1872, 1881), также был экспонентом 4-й выставки передвижников (1875).
Умер в Риме, похоронен на Некатолическом кладбище в Тестаччо.

## Творчество
Кроме картин «Прощание Гектора с Андромахой» и «Вакханка с тамбурином», известны ещё следующие его работы: «Христос пред судом Каиафы», «Рахиль», «Давид», «Микелина, голова итальянки», «Больной», «Вечерня у чертозинцев в Риме», «Семинаристы в Риме», «Сцена из римской жизни», «Сестры Лазаря», «Воскресная школа в церкви св. Климента в Риме», «Римский хоровод на Тибре», «Хор в церкви св. Франциска в Ассизи»; а также написанный с фотографии портрет А. А. Ива́нова.
Работы художника находятся в ряде музеев, включая Государственную Третьяковскую галерею и Государственный Русский музей.
- Примеры работ С. П. Постникова
- Прощание Гектора с Андромахой. 1863
Холст, масло. 138,5 × 102,5 см
Государственный музей изобразительных искусств, Челябинск
- Голова кардинала. 1860-е годы
Дерево, масло. 16,5 × 13 см
Русский музей, Санкт-Петербург
- Портрет А. А. Ива́нова. Около 1873–1874
Холст, масло. 90 × 68,5 см
По оригиналу — дагеротипии 1846 года
Третьяковская галерея, Москва[12]
- Портрет мальчика. 1878
Дерево, масло. 31,4 × 24 см
Эрмитаж, Санкт-Петербург[13]